# سیمون یام
سیمون یام (انگلیسی: Simon Yam؛ زادهٔ ۱۹ مارس ۱۹۵۵) بازیگر و تهیه‌کننده فیلم هنگ کنگی است. او برای بازی در جشنواره‌های بین‌المللی فیلم و فیلم‌های باکس آفیس مانند: قاتل برهنه (۱۹۹۲)، منطقه کشتار (۲۰۰۵)، انتخابات (۲۰۰۵)، انتخابات ۲ (۲۰۰۶) و دزدان (۲۰۱۲) مورد تحسین بین‌المللی قرار گرفت.
یام قبل از تبدیل شدن به یک بازیگر در اواسط دهه ۱۹۷۰ به عنوان یک مدل شروع کرد. او سپس با شبکه تلویزیونی تی‌وی‌بی هنگ کنگ قرارداد امضا کرد و در تعدادی از سریال‌های تلویزیونی بازی کرد و قبل از اینکه در سال ۱۹۸۷ تجارت خود را در صنعت فیلم به کار برد. برادر بزرگتر او یام تک وینگ، معاون سابق کمیسر پلیس هنگ کنگ است. در ۲۰ ژوئیه ۲۰۱۹، یام در یک رویداد تبلیغاتی در چین چاقو خورد. او دچار جراحت جزئی شد و مدیرش گفت: از ناحیه شکم مورد اصابت چاقو قرار گرفت و دست راستش نیز بریدگی داشت. او یک عمل جراحی کوچک در ژونگشان انجام داد و بهبود یافت. سرمایه‌گذاری مورد علاقه یام املاک و مستغلات در هنگ کنگ است.

## گزیده فیلم‌شناسی
- قفس ببر (۱۹۸۸)
- برف سوزان (۱۹۸۸)
- زندان زنان (۱۹۸۸)
- معجزه (۱۹۸۹)
- گلوله‌ای در سر (۱۹۹۰)
- قاتل عاشق (۱۹۹۰)
- گربه سیاه (۱۹۹۱)
- قاتل برهنه (۱۹۹۲)
- فول کنتاکت (۱۹۹۲)
- سلاح مقدس (۱۹۹۳)
- اولین شلیک (۱۹۹۳)
- زوج افسانه‌ای (۱۹۹۵)
- مرد تحت تعقیب (۱۹۹۵)
- مرد تحت تعقیب ۲ (۱۹۹۷)
- مظنون (۱۹۹۸)
- خیلی ناگهانی (۱۹۹۸)
- قاتل حرفه‌ای (۱۹۹۸)
- مرد تحت تعقیب ۳ (۲۰۰۰)
- درخت آرزو (۲۰۰۱)
- لارا کرافت: مهاجم مقبره - گهواره حیات (۲۰۰۳)
- به دنبال آقای ایده‌آل (۲۰۰۳)
- واحد تاکتیکی پلیس (۲۰۰۳)
- برخاسته از مرگ (۲۰۰۴)
- انتخابات (۲۰۰۵)
- منطقه کشتار (۲۰۰۵)
- انتخابات ۲ (۲۰۰۶)
- مثلث (۲۰۰۷)
- گنجشک (۲۰۰۸)
- ایپ من (۲۰۰۸)
- انتقام (۲۰۰۹)
- پژواک‌های رنگین‌کمان (۲۰۱۰)
- گروهک خون (۲۰۱۰)
- صلیب (۲۰۱۲)
- مبارز تای چی (۲۰۱۳)
- کنترل (۲۰۱۳)
- پاسبان (۲۰۱۳)
- هنگامی که چراغ خاموش می‌شود (۲۰۱۴)
- مرد یخی (۲۰۱۴)
- ۱۲ مرغابی طلایی (۲۰۱۵)
- منطقه کشتار ۲ (۲۰۱۵)
- شهر وحشی (۲۰۱۵)
- تعقیب هوشمندانه (۲۰۱۷)
- تعقیب اژدها ۲ (۲۰۱۹)
- آتش خشم (۲۰۲۱)
- اخطار مرگ (۲۰۲۳)
- انگشت طلایی (۲۰۲۳)
- تحت جریان (۲۰۲۵)